# Xian de Hepu
Le xian de Hepu (合浦县 ; pinyin : Hépǔ Xiàn) est un district administratif de la région autonome du Guangxi en Chine. Il est placé sous la juridiction de la ville-préfecture de Beihai.

## Démographie
La population du district était de 1 020 600 habitants en 2010.